# Кідрячевська сільська рада
Кідря́чевська сільська рада (рос. Кидрячевский сельский совет) — муніципальне утворення у складі Давлекановського району Башкортостану, Росія. Адміністративний центр — село Кідрячево.

## Населення
Населення — 1023 особи (2019, 1240 в 2010, 1181 в 2002).

## Склад
До складу поселення входять такі населені пункти:
| Населений пункт   | Населення, осіб (2002) | Населення, осіб (2010) |
| ----------------- | ---------------------- | ---------------------- |
| Бурангулово, село | 306                    | 309                    |
| Кідрячево, село   | 449                    | 487                    |
| Чапаєво, село     | 426                    | 444                    |